# Caudipteryx zoui
Caudipteryx zoui (gr. "cola emplumada de Zou Jiahua") es una especie y tipo del género extinto Caudipteryx de dinosaurio terópodo caudiptérido, que vivió a principios del período Cretácico, hace aproximadamente 125 millones de años, en el Barremiense, en lo que hoy es Asia. Esta es la especie tipo, basada en el holotipo NGMC 97-4-A, un esqueleto con plumas, descrita en 1998 por Ji et al. y fue descubierto por primera vez en la Formación Yixian del área de Sihetun en la provincia de Liaoning noreste de China en 1997.